# Аркадий Ренько
Аркадий Ренько — вымышленный следователь, главный герой серии бестселлеров Мартина Круза Смита. В фильме «Парк Горького», поставленном по первой книге гепталогии, роль Ренько исполнил Уильям Хёрт.

## Биография
Аркадий Кириллович Ренько родился в семье военного, красного командира — генерала Ренько, убеждённого сталиниста. Отец видел его, как и себя, в армейских рядах, и впоследствии долго критиковал его за выбор профессии следователя вместо военной службы или, хотя бы движения по партийной линии (благо, связи отца позволяли). Детство Аркадия было не самым приятным: Мать Ренько утопилась в пруду, расположенном вблизи их подмосковной дачи, когда Аркадий был ещё ребёнком. С детства недоверчивый, Ренько не приемлет официальной лжи советского общества, презирает телефонное право и ложь, царящие во влиятельных и высокопоставленных кругах партийной элиты, независимо от последствий. Побывав на Западе и увидев капиталистическое общество, он находит его в не меньшей степени коррумпированным, и вскоре возвращается в Советский Союз. Несмотря на свой тяжёлый характер, в дальнейших событиях литературной серии, он демонстрирует как сострадание, так и веру в будущее. В начале серии, Ренько, в должности старшего следователя московской милиции занимается расследованием тяжких преступлений.

## Литературная серия
Первые три книги, изданные в период с 1981 по 1992 год, носят форму трилогии, завершающиеся кульминацией — распадом Советского Союза, и августовским путчем 1991 года. Действие в романе «Парк Горького» разворачиваются на территории Советского Союза и в США, в романе «Полярная звезда» — на борту советского рыболовного судна в Беринговом море, в романе «Красная площадь» — в Западной Германии и в России эпохи гласности. События в «Гаванском заливе» происходят на Кубе; «Волки сильнее собак» — в Москве и в регионах, пострадавших от чернобыльской катастрофы. «Призрак Сталина», опубликованный в 2007 году, переносит действие в современную Россию под руководством Владимира Путина. Действия седьмой и последней книги серии о приключениях Ренько — «Три вокзала» — опубликованная в 2010, через 29 лет после выхода в печать первой, разворачиваются в треугольнике, образуемом Ленинградским, Казанским, Ярославским вокзалами.
| Русское название    | Оригинальное название | Год публикации | Краткое содержание | ISBN          |
| ------------------- | --------------------- | -------------- | --- | ------------- |
| Парк Горького       | Gorky Park            | 1981           | В Парке Горького найдены три изуродованных трупа. Расследование поручается молодому следователю Аркадию Ренько. Позднее, поскольку в деле оказываются замешаны американские граждане, к следствию подключается КГБ. В итоге им удается не только раскрыть убийство, но и сорвать операцию по вывозу за рубеж крупной партии русских соболей с целью разведения.                                                                 | 0-394-51748-2 |
| Полярная звезда     | Polar Star            | 1989           | В романе «Полярная звезда» Ренько — в прошлом старший следователь московской прокуратуры, попал в опалу и вынужден работать простым матросом на плавучем рыбзаводе. Однажды сеть поднимает на борт труп молодой женщины. Выясняется, что она работала на советском судне, обслуживавшем также и американские траулеры. Первоначальная версия - самоубийство. Ренько по просьбе капитана начинает самостоятельное расследование… | 0-345-36765-0 |
| Красная площадь     | Red Square            | 1992           | Роман завершает трилогию, две первые книги которой — «Парк Горького» и «Полярная звезда». Главный герой романа, следователь городской прокуратуры Аркадий Ренько, раскрывая загадочное убийство, выходит на банду высокопоставленных преступников, включающую и прокурора Москвы Родионова. Банда сбывает за границу конфискованные в своё время произведения художников русского авангарда.                                    | 0-00-271276-8 |
| Гаванский залив     | Havana Bay            | 1999           | Ренько переживает глубокую личную трагедию, после смерти его жены Ирины, которая умерла в результате врачебной ошибки. Между тем его вызывают в Гавану, чтобы опознать тело своего старого друга, старого комитетчика Приблуды, теперь — полковника СВР. | 0-679-42662-0 |
| Волки сильнее собак | Wolves Eat Dogs       | 2004           | На этот раз Ренько предстоит расследовать дело о загадочной гибели московского олигарха, выпавшего из окна собственной роскошной квартиры. Самоубийство? На это указывает всё. Но Ренько начинает задавать вопросы — и вскоре понимает, что ответы могут стоить жизни не только ему, но и десяткам других людей… | 0-684-87254-4 |
| Призрак Сталина     | Stalin's Ghost        | 2007           | Москва занесена снегом, и Ренько занят немного несвойственным ему расследованием: Пассажиры ночного метро сообщили, что видели призрак Сталина на краю платформы. Видимо, не всем по нраву то обстоятельство, что Сталин уже умер. | 0-7432-7672-8 |
| Три вокзала         | Three Stations        | 2010           | У несовершеннолетней матери на Комсомольской площади крадут ребёнка. Единственный человек, который берётся ей помочь — это Женя, молодой жулик… которого когда-то задерживал Аркадий Ренько. | 0-7432-7674-4 |
| Татьяна             | Tatiana               | 2013           | |               |
| Сибирская дилемма   | The Siberian Dilemma  | 2019           | |               |

## Создание образа персонажа
Книгу «Парк Горького» Смит принялся писать после недельной поездки в Москву. Вернувшись обратно из Советского Союза, Смит встречался и детально беседовал с рядом белоэмигрантов и советских перебежчиков, чтобы персонаж выглядел как можно более достоверно. Сам Мартин Круз Смит так описал создание образа советского сыщика Аркадия Ренько:
Ренько идёт на риск, потому что иначе не было бы никакой истории. Конечно, я весьма заинтригован всем тем, что он узнает в процессе расследования. Но это не обо мне. Однажды, когда я ещё был помоложе, я был в Испании и мне пришло в голову повеселиться и прыгнуть на арену корриды в своей красной куртке. Это действительно было весело… пока я не прыгнул на арену в своей красной куртке. Ощущения вроде этого — конечно, хороши, но вот написать об этих ощущениях, и сделать возможным читателям понять написанное — вот это и есть то, к чему я всегда так сильно стремился. Задержка перед изданием книги оказала мне огромную услугу. Я работал над ней все эти годы, и я стал намного более хорош как писатель к моменту завершения книги. Я думаю, мне всегда было что сказать, но к тому времени, как «Парк Горького» был опубликован, я стал гораздо более подготовлен, и уже мог свободно высказать то, о чём думаю.
Оригинальный текст (англ.)Renko takes the risks because if he didn't there'd be no story. Of course I'm very intrigued by the things he finds out. But that's not me. When I was younger I was in Spain and thought it'd be fun to jump into the bullring wearing my red jacket. That's until I jumped into the bullring wearing my red jacket. Excitement like that is all well and good, but writing about it and making sense of what it means is the thing I've always really wanted to do. The hiatus in publishing the book did me an enormous favour. I had been working on it all those years and I was a much better writer by the end of it. I think I always had something to say, but by the time Gorky Park was published, I was much better equipped to actually say it.

## Оценки персонажа литературоведами
Согласно литературному обозревателю газеты «Guardian» Николасу Ро, книги из серии приключений Аркадия Ренько стали классикой мирового детектива с момента выхода романа «Красная площадь» — самой первой книги серии, которую Ро называет революционной в своём роде. После её выхода, Смита начали сравнивать с Ле Карре, Грэмом Грином и даже Достоевским. Френсис Спаффорд, обозреватель британской газеты «Evening Standard» писал по поводу выхода романа «Волки сильнее собак», что в мире найдётся немного триллеров равных этому, и ни одного такого, который бы так держал в напряжении. Обозреватель американской газеты «Washington Post» Кэролин Си называет Ренько сыщиком невиданной честности и такой же глубокой депрессии, пережившего всю бессмысленность и беспощадность российской правоохранительной системы. Обозреватель журнала «Rotarian» Чарльз Пратт рецензируя роман «Красная площадь», называет Ренько неутомимым, остроумным, циничным детективом, погружённым в размышления о том, как глубоко пала Россия в пучины преступности.